# Epictia fallax
Epictia fallax — вид змій родини струнких сліпунів (Leptotyphlopidae). Ендемік Венесуели.

## Поширення і екологія
Epictia fallax поширені на півночі Венесуели. Вони живуть в сухих тропічних лісах та на відкритих місцевостях. Живляться термітами.